# The Yellow Lily
Pour plus de détails, voir Fiche technique et Distribution.
The Yellow Lily est un film muet américain d'Alexander Korda, sorti en 1928.

## Synopsis
L'Archiduc Alexander, un débauché, tombe amoureux de Judith Peredy, la sœur du docteur qui exerce dans le village hongrois près duquel Alexandre a un relais de chasse. Bien que Judith aime Alexander, elle l'éconduit, car son frère Eugene l'a mise en garde. N'étant pas quelqu'un à accepter facilement un refus, l'archiduc se rend dans la chambre de Judith en profitant d'une absence d'Eugene et la brutalise. Eugene arrive alors et n'est sauvé de l'épée de l'archiduc que parce que Judith tire sur l'homme qu'elle aime. Judith et Eugene sont emprisonnés à Budapest sur ordre du père d'Alexander, qui ne veut pas que son fil se marie en dessous de sa condition. Judith, sure de son amour pour Alexander, convainc les parents de celui-ci de sa sincérité et par dispense spéciale le mariage est accepté. 

## Fiche technique
- Titre original : The Yellow Lily
- Réalisation : Alexander Korda
- Scénario : Lajos Biró
- Direction artistique : Max Parker
- Costumes : Max Rée
- Photographie : Lee Garmes
- Montage : Harold Young
- Production : Ned Marin
- Société de production : First National Pictures
- Société de distribution : First National Pictures
- Pays d’origine :  États-Unis
- Langue originale : anglais
- Format : noir et blanc — 35 mm — 1,37:1 — Muet
- Genre : Comédie dramatique
- Durée : 65 minutes
- Dates de sortie :
  - États-Unis : 20 mai 1928

## Distribution
- Billie Dove : Judith Peredy
- Clive Brook : Archiduc Alexander
- Gustav von Seyffertitz : Kinkeline
- Marc MacDermott : Archiduc Peter
- Nicholas Soussanin : Eugene Peredy
- Eugenie Besserer : l'archiduchesse
- Jane Winton : Mlle Julie
- Charles Puffy : le maire de Tarna